# ケシネ (ナラ氏)
ケシネは、明朝中後期に活躍したナラ氏女真族。ハダナラ氏始祖・ワンジュ (王忠) の父、及び初代ハダ国主・ワン (王台) の祖父にあたる。
フルン･グルン (海西女直) の衰亡期にあって勢力を伸ばし、明朝からの信頼を得て都督 (異民族の役職の最高位) にまで上り詰めたが、塔山前衛の内紛で殺害された。
尚、この人物については史料によって族柄、呼称が区々である為、本記事では「初代ハダ部主・ワンジュの父、初代ハダ国主・ワンの祖父」と緩く定義し、呼称についてはひとまづ「ケシネ」を採用した。詳細については後述する。

## 素性
主に明代史料を中心として現れる「速黑忒」と、主に清代史料を中心として現れる「kesine dudu」の間には、例外は勿論あれど、概ね、①ワンの祖父、②塔山前衛都督、③猛克を殺害、という共通点がみられる。従って、満洲史学界には両者を同一人物であるとする説もある。以下にこの二系統の名前をまとめる。
一覧の見方：
　編纂時代『史籍名称』(呼称表記普通話拼音)：族柄＋事績など。
- - - - -
「速黑忒」系
- 明朝『東夷考略』(速黑忒sūhēitè)：捕殺叛夷猛克，右都督。
- 明朝『明實錄』(速黑忒sūhēitè)：塔山前衞女直都督。
- 明朝『開原圖說』(速黑忒sūhēitè)：塔山前衞左都督，子克失你，子王忠，孫王台。
- 清朝『滿洲源流考』巻13 (錫赫特xīhètè)：孫王台，左都督。
- 清朝『八旗滿洲氏族通譜』巻23 (蘇赫徳sūhètè)：嘉穆喀碩朱古第三子。

「kesine dudu」
- 明朝『開原圖說』(克失你kèshīnǐ)：祖父速黑忒，子王台。
- 清朝『柳邊紀略』巻3 (克習納kèxínà)：都爾機長子，族人巴代達爾漢所害，孫萬。
- 清朝『八旗滿洲氏族通譜』巻23 (克習納kèxínà)：萬之祖, 都督, 族人巴代達爾漢所害。
- 清朝『滿洲實錄』巻1 (克錫納kèxīnà)：生徹徹木徹徹木生萬，都督，族人巴岱達爾漢所殺。
- 清朝『東華錄』巻1 (克習納kèxínà)：萬汗祖，都督，族人巴代達爾漢所害。
- 民国『清史稿』巻223 (克什納kèshìnà)：掌塔山左衞，捕叛者猛克，授左都督，族人巴代達爾漢所殺，子二：長徹徹穆，次旺濟外蘭。

- - - - -
簡単に浚った限りでは以上の通り。両系統を別人物として掲載しているのは明代の『開原圖說』と清代の『八旗滿洲氏族通譜』の二つ (速黑忒と克失你、蘇赫徳と克習納) だが、族柄が一致しない。それ以外で「kesine」系統の呼称を掲載している明代史料は確認できないが、「速黑忒」系統の呼称は清代史料にもみられる。但し、『滿洲源流考』は明代史料を基に作成され、編纂時点での現地調査はほとんどなされていないとされる為、その点では明代史料の踏襲といえる。また、清代史料を見る限りでは同時代の史料間で共通事項を見出すことが可能だが、明代の史料は、各々が清代の史料とは共通点をもつものの、「右都督」系、「左都督，孫王台」系、其他系の三種にわかれ、明代史料のみからは完全な一致をみない。
学者の中には「スヘデ (suhede) はケシネ (kesine) の転訛であろう」として、両人物を同一視する向きもあり、それを支持する向きもまた少なくないという。尚、趙東昇氏 (吉林師範大学客員教授、ウラナラ氏ブジャンタイの後裔) はこれに対し、スヘデは確かにギヤマカの第三子であり、一時は塔山衛および塔山前衛を弟のスイトゥンとともに牛耳ったが、しかしその後、スヘデが蒙古と交戦して命を落とすと、スイトゥンは入貢勅書の奪取を謀ってわざとその死亡を明朝側に報せず、秘密裡に子のケシネにスヘデの名を騙らせた (なりすませた)、としている。

## 略歴
弘治15 (1502) 年旧暦11月23日、入貢。
正徳13 (1518) 年、塔山前衛指揮から塔山前衛都督僉事に昇任した。
正徳15 (1520) 年旧暦12月26日、年例の入貢とは別に小熊を一頭進納品した。
正徳16 (1521) 年旧暦正月15日、入貢。同年旧暦3月、正徳帝が崩御、同年旧暦4月、嘉靖帝が即位した。同年旧暦7月16日、入貢。
嘉靖元 (1522) 年旧暦3月7日、折銀を要望し、特例として下賜された。同月24日、大帽、金帯の賜与を要望し、明朝は承諾した。
嘉靖3 (1524) 年旧暦正月18日、入貢。同年旧暦2月14日、昇任から七年を理由に蟒衣の賜与を要望し、明朝は承諾した。この頃、塔山前衛を領知し、諸部のうちで権勢を誇った。
嘉靖7 (1528) 年旧暦正月10日、入貢。
嘉靖10 (1531) 年旧暦3月19日、猛克誅殺の功労により、獅子彩幣、金帯、大帽が下賜され、更に左都督に昇任した。猛克は開原城 (現遼寧省鉄嶺市開原市) 外で山賊を生業とし、朝貢帰りの他部落の酋長を待ち伏せしては、その褒賞を強奪していた。
- - -
ケシネが住んでいたのは開原城から400余里の松花江沿岸 (現吉林市乃至烏拉街附近) で、そこには北上する松花江 (＝第二松花江) 一帯の諸酋長が必ず通る要路があった。一説には、ケシネ都督はそこで諸部族から通行料をとり、払わない者には服従や貢納を要求していた一方、借用などの名目で諸部族から横奪した貢勅を使い、名前を偽って (冒名) 入貢し、巨利をあげ、そうして一大勢力を築いたとされる。
- - -
嘉靖12 (1533) 年、塔山前衛の内乱で同一族のバダイにより殺害された。この時、長子・チェチェム、子・汪古羅、子・汪古六らも命を落としたが、次子・ワンジュは難を逃れて南下し、開原城の東南方に落ち着いて、後にハダ部主となった。ここに、名門部族・ナラ氏からハダナラ氏が派生する。同じ頃、チェチェムの子・萬はシベ部に亡命し、ワンジュ横死後にハダ部へ迎えられ、建国して初代ハダ国主となる。
嘉靖13 (1534) 年旧暦3月19日、明朝はケシネらの亡骸に祭奠を賜った。

## 一族

### 族譜
ナチブル：ナラ氏始祖。初代フルン国主。
- 子・ドルホチ[33]：ナチブルの子。二代フルン国主。
  - 孫・ギヤマカ[34]：ドルホチの子。三代フルン国主。
    - 曾孫?・ドゥルギ：ギヤマカの子?。四代フルン国主。
      - 玄孫?・グデイ･ジュヤン：ドゥルギの子。五代フルン国主。
        - 来孫?・タイラン[35]：グデイ･ジュヤンの子。六代 (末代) フルン国主。
          - 昆孫?・ブヤン：タイランの子。初代ウラ国主。ウラナラ氏始祖。

    - 曾孫・スヘデ[36]：ギヤマカの三子。[37]
    - 曾孫・スイトゥン[38]：ギヤマカの四子。[39]
      - 玄孫・ケシネ：スイトゥンの子?。

  - 孫・ショジュグ?：「バダイ」参照。
    - 曾孫・バダイ[28]?：「バダイ」参照。

- - -
＊ 尚、本記事は『八旗滿洲氏族通譜』に拠り、ケシネ都督の父をスイトゥン (四世) としたが、『滿洲實錄』を始めとする多くの文献は、スイトゥン→子・ドゥルギ→孫・ケシネ都督としている。
- - - - -

### 子孫
本項では『八旗滿洲氏族通譜』巻23に掲載されている「蘇赫徳」は「kesine dudu」と別人物であると見做し、従ってその子孫についてここでは紹介しない。(→「ハダナラ氏」参照。)
- 長子?・チェチェム[41]：ケシネの子。
  - 孫・ワン：チェチェムの子。初代ハダ国主。
- 次子?・ワンジュ：初代ハダ部主。ハダナラ氏始祖。

- - - - -

### バダイ
清代史料に「ケシネの族人バダイ･ダルハン」として現れる人物は、文字通りケシネの同族一門出身とされるが、明清ともにその詳細は記されていない。趙氏 (上述) に拠ると、清朝の文献に現れる「ギヤマカ･ショジュグ」は実は二人の人物で、本来は「ギヤマカ」が兄で「ショジュグ」が弟であったのが、後に一人の人物として誤認されたのだという。そして弟の「ショジュグ」の子が「バダイ(･ダルハン)であるという。
更に同氏の説に沿って掘り下げると、スヘデ (≠ケシネ) が蒙古との交戦で討死した時、スイトゥンは兄・スヘデの地位を我が物とする為、明朝側にあえてスヘデの死亡を報告せず、窃かに子のケシネを擁立して人物をすり替え、まんまと塔山前衛の官印を手中に収めた。直系男子にしか世襲を許さない明朝の制度の下では、この行為は「欺君罪」であった。
スイトゥン父子に出し抜かれたバダイは、山賊・猛克を唆して朝貢を妨害させることで、ケシネの後ろ盾となっている明朝を混乱させようと企んだが、その為に塔山前衛域内が大混乱に陥った。明朝は「夷ヲ以テ夷ヲ制ス」の方針でケシネに猛克の誅殺を命じ、ケシネは明朝の期待に応えて叛徒殺害、叛乱鎮圧、貢市復旧を達成したことで、自らの地位を確乎たるものとした。しかしケシネは歴史の例に漏れず酒に溺れ始め、性格が暴虐化した為、バダイがケシネの住む都督府に討ち入った時には誰もケシネを庇おうとせず、あっけない最期となった。
怨みを晴らしたバダイは衛印と勅書を捜すも見つからず、権力の拠り所とすべきものがない中で焦った末に「塔山国」を樹立し、自ら国王に即位した。しかし、五代フルン国主・グデイ･ジュヤンが、自らの領土内で族人が建国独立することなど容赦するはずもなく、バダイは叛逆者として討伐された。バダイ以下はこれにより族譜から抹消されたが、バダイの父・ショジュグはこの事件より前に死去していた為、叛逆者の父ということで名前を別称の「撮托」に変られたが、抹消は免れた、という。

## 脚註
1. ↑  速黑忒：東夷考略 (女直通考, 海西女直通考), 明實錄 (孝宗實錄, 武宗實錄, 世宗實錄)。
2. ↑  克習納：柳邊紀略-3, 八旗滿洲氏族通譜-23、東華錄-1。
3. ↑  『八旗滿洲氏族通譜』巻23では、「蘇赫徳 (suhede)」を三代目フルン国主・ギヤマカの三子として、「克習納 (kesine)」をギヤマカの四子・スイトゥンの子として、それぞれ扱っている。
4. 1 2 3 4 5  “疆域六”. 滿洲源流考. 13. 四庫全書. "塔山左衞明實録作前衛即國初哈達國地明人所謂南關也正統間授部長錫赫特及其孫王台爲左都督太祖己亥年平其國"
5. ↑  孟, 森 (1930). 清朝前紀. 商務印書館
6. ↑  この一文は维基百科からの翻訳・引用だが、現在维基百科上から削除されてしまっていて確認できない。
7. ↑  “疆域六”. 滿洲源流考. 13. 四庫全書. "塔山衛明實録永樂四年置以部長達拉齊爲指揮考盛京通志塔山在開元城東二十五里明時北關所在又布爾德庫蘇巴爾漢山上有塔山皆葉赫國地明時又甞以衞都督授哈達部主葢哈達強時葉赫嘗屬之耳"
8. 1 2 3 4  “塔山卫和克什纳都督”. 扈伦研究. 不詳. pp. 61-63
9. ↑  “弘治十五年十一月23日”. 明孝宗實錄. 193. 不詳
10. 1 2  “嘉靖三年二月14日”. 明世宗實錄. 36. 不詳
11. ↑  “正德十五年十二月26日”. 明武宗實錄. 194. 不詳
12. ↑  “正德十六年正月15日”. 明武宗實錄. 195. 不詳
13. ↑  この時の朝貢には、トゥルファン (土魯番)、サマルカンド (撒馬兒罕)、ウー･ツァン (烏思藏) 大乘法王、ゾモカル (弘化寺) といった西域から使者が訪れていた。恐らく、正徳帝が同年に急逝し、急遽、嘉靖帝が即位したことによる。また、同年に二度入貢しているのも或いはそれが理由か。
14. ↑  “正德十六年七月16日”. 明世宗實錄. 4. 不詳
15. 1 2 3  この条項は何故か「塔山前衛『都督』速黑忒」となっている。
16. ↑  “嘉靖元年三月7日”. 明世宗實錄. 12. 不詳
17. ↑  “嘉靖元年三月24日”. 明世宗實錄. 12. 不詳
18. ↑  “嘉靖三年正月18日”. 明世宗實錄. 35. 不詳
19. ↑  维基百科には「明世宗嘉靖三年（1524年）招抚有功，赐给他蟒袍。」とあるが典拠不詳。唯一の参考資料として高文德 主編『中国民族史人物大辞典』が挙げられているが、詳細不明。
20. ↑  “蟒袍 mǎngpáo”. 超級クラウン中日辞典. 三省堂書店. "[名] 明清時代に重臣が着用した礼服。金糸で大蛇の刺繍が施してある。"
21. 1 2  “萬”. 清史稿. 223. 清史館. "克什納，嘉靖初掌塔山左衞，於諸部中最強强，修貢謹，又捕叛者猛克有勞，明授左都督，賜金頂大帽；既，爲族人巴代達爾漢所殺。"
22. ↑  “嘉靖七年正月10日”. 明世宗實錄. 84. 不詳
23. 1 2  “嘉靖十年三月19日”. 明世宗實錄. 123. 不詳
24. ↑  维基百科には「早年居住在松花江曲折南北沿江之地，相当于今天吉林省扶余市、农安县、黑龙江省肇州县、哈尔滨市以东。依靠水陆交通的便利，发展农业，势力开始强大，威震各部。」とあるが、典拠不詳。前半は恐らく『明世宗實錄』巻123「嘉靖10年3月19日」の「速黑忒居松花江距開原四百餘里爲迤北江上諸夷入貢必由之路人馬強盛諸部畏之」に拠ったのだと思うが、これが「早年」の頃の話のことなのか、猛克殺害時点での話なのかは原典からは窺い知れない。後半に至ってはどこからの情報なのか全く以て不明。尚、唯一の参考資料として高文徳『中国民族史人物大辞典』を挙げているが、詳細不明。
25. 1 2  一、ハダ・イェヘ両国の盛衰と勅書の争奪. “明末の海西女直と貢勅制”. 立命館文學 (579):  819.
26. ↑  维基百科は万暦13年としているが、典拠不詳。或いは『明世宗實錄』巻161「嘉靖十三年三月19日」に拠ったものか。
27. 1 2   滿洲實錄. 不詳. "wan(萬) i(の) mafa(祖) kesine(克錫納) dudu(都督) be(を) ini(伊の) uksun(一門) i(の) badai(巴岱) darhan(達爾漢) wara(殺しける) jakade(に因り)"
28. 1 2 3  バダイ･ダルハン：ᠪᠠᡩᠠᡳ ᡩᠠᡵᡥᠠᠨ, badai darhan, 巴岱達爾漢 (滿洲實錄-1)、巴代･達爾漢 (柳邊紀略-3、八旗滿洲氏族通譜-23、東華錄-1、清史稿-223)。＊ダルハン (ᡩᠠᡵᡥᠠᠨ, darhan) は一種の称号。
29. ↑   乌拉国简史. 中共永吉県委史弁公室. p. 50
30. ↑   努尔哈赤编年体传记. 1. 大連出版社. p. 138
31. ↑  原文は「……賜故塔山前衛左都督黑武……等祭」で、「黑武」が「速黑忒」にあたると思われる。『明實錄』の別の版や校正本などでは「忒」がしばしば誤植されて「武」や「戈＋心」になっていることがある。また、この時期に塔山前衛で左都督を務めていたのは「速黑忒」以外にいない。原文ではこのほか、考郎尤衛の都督同知・章失と建州左衛の都督僉事・撒哈にも祭奠を下賜したとあるが、関連性不詳。
32. ↑  “嘉靖十三年三月19日”. 明世宗實錄. 161. 不詳. "○乙酉賜故塔山前衛左都督黑武考郎尤衛都督同知章失建州左衛都督僉事撒哈等祭……"
33. ↑  シャンギャン･ドルホチ：ᡧᠠᠩᡤᡳᠶᠠᠨ ᡩᠣᡵᡥᠣᠴᡳ, šanggiyan dorhoci, 商堅･多爾和齊 (滿洲實錄-1、八旗滿洲氏族通譜-23)、商堅･朵爾和齊 (柳邊紀略-3)、尚延･多爾和齊 (清史稿-223)。＊シャンギャンは満洲語で「白」の意。あるいは何かの敬称、称号の類か。
34. ↑  ギヤマカ･ショジュグ：ᡤᡳᠶᠠᠮᠠᡴᠠ ᡧᠣᠵᡠᡤᡡ, giyamaka šojugū, 嘉瑪喀･碩珠古 (滿洲實錄-1)、加麻喀･碩朱古 (柳邊紀略-3)、嘉穆喀･碩朱古 (八旗滿洲氏族通譜-23)、嘉瑪喀･碩珠古 (清史稿-223)、加木哈?(明英宗實錄)。＊一説にはギヤマカとショジュグとで別人物。
35. ↑  タイラン：ᡨᠠᡳᡵᠠᠨ, tairan, 太蘭。
36. ↑  仮名：スヘデ, 満文：ᠰᡠᡥᡝᡩᡝ, 転写：suhede, 漢語：蘇赫徳sūhèdé (八旗滿洲氏族通譜-23)。＊明代史料に現れる「速黒忒」と混同されている人物かと思われる。速黒忒sùhēitè：名山藏-21, 明世宗肅皇帝實錄-4,12, 東夷考略。
37. ↑  “約蘭”. 八旗滿洲氏族通譜. 223. 四庫全書. "正紅旗人嘉穆喀碩朱古第三子蘇赫徳之元孫也"
38. ↑  スイトゥン：ᠰᡠᡳᡨᡠᠨ, suitun, 綏屯。
39. ↑  “烏喇地方納喇氏”. 八旗滿洲氏族通譜. 223. 四庫全書. "嘉穆喀碩朱古第四子綏屯生克習納都督"
40. ↑  『滿洲實錄』-1、『柳邊紀略』-3、『欽定盛京通志』-31、『大清一統志 (乾隆二十九年勅撰本)』-46、『清史稿-223』など。
41. ↑  チェチェム：ᠴᡝᠴᡝᠮᡠ, cecemu, 徹徹木 (滿洲實錄-1)、轍轍木 (八旗滿洲氏族通譜-23)、徹徹穆 (清史稿-223)。＊『開原圖說』では、速黑忒(スヘデ)→克失你(ケシネ)→王台(ワン)とし、チェチェムの名はみえない。

## 参照

### 史籍
- 劉健, 謝遷『明孝宗敬皇帝実録』1509 (漢文) ＊中央研究院歴史語言研究所版
- 費宏『明武宗毅皇帝実録』1525 (漢文) ＊中央研究院歴史語言研究所版
- 徐階, 張居正『民世宗粛皇帝実録』1577 (漢文) ＊中央研究院歴史語言研究所版
- 編者不詳『滿洲實錄』巻1, 四庫全書, 1781 (漢文) ＊Wikisource版
- 愛新覚羅･弘昼, 西林覚羅･鄂尔泰, 富察･福敏, (舒穆祿氏)徐元夢『八旗滿洲氏族通譜』巻23, 四庫全書, 1744 (漢文) ＊Wikisource版
- ortai (西林覚羅･鄂爾泰)『han i araha jakūn gūsai manjusai hala be uheri ejehe bithe』(欽定八旗氏族通譜) 1745 (満文)
- 章佳･阿桂, 于敏中, 鈕祜祿･和珅, 董誥『滿洲源流考』四庫全書, 1778 (漢文)
- 趙爾巽, 他100余名『清史稿』巻223, 清史館, 1928 (漢文) ＊中華書局版

### 研究書
- 趙東昇『扈伦研究』1989 (中国語)
- 孟森『清朝前紀』商務印書館, 1930 (中国語) ＊维基百科より引用、詳細不明。
- 趙東昇, 宋占栄『乌拉国简史』中共永吉県委史弁公室, 1992 (中国語)
- 安双成『满汉大辞典』遼寧民族出版社, 1993 (中国語)
- 胡增益 (主編)『新满汉大词典』新疆人民出版社, 1994 (中国語) ＊维基百科より引用、詳細不明。
- 高慶仁『努尔哈赤编年体传记』巻1, 大連出版社, 2008 (中国語) ＊维基百科より引用、詳細不明。

### 論文
- 『立命館文學』579号, 2003, 増井寛也「明末の海西女直と貢勅制」(増井氏は同稿中で「スヘデ＝ケシネ」 としている)
- 『社会科学战线』2号, 2008, 赵东升「我的家族与“满族说部”」(中国語) ＊転載：中国非物质文化遗产网・中国非物质文化遗产数字博物馆 (2009.10.19 21:52:45)

### Webページ
- 栗林均「モンゴル諸語と満洲文語の資料検索システム」東北大学
- 「明實錄、朝鮮王朝実録、清實錄資料庫」中央研究院歴史語言研究所 (台湾)